# Wandsworth
Wandsworth es un municipio (borough) de la ciudad de Londres (London Borough of Wandsworth), en el Reino Unido, en el suroeste del Gran Londres, formando parte del Londres interior. La autoridad local es Wandsworth London Borough Council.

## Historia
Wandsworth toma su nombre del río Wandle, que desemboca en el Támesis en esta zona. Wandsworth aparece en el libro Domesday de 1086 como Wandesorde y Wendelesorde. Significa encierro de (un hombre llamado) Waendel, cuyo nombre también recibe el río Wandle.
Desde al menos el inicio del siglo XVI, Wandsworth ha ofrecido cobijo a sucesivas olas de inmigración; desde los trabajadores protestantes de la metalurgia alemana que escapaban de la persecución en 1590, hasta los recientes habitantes del este de la Unión Europea. Muchas de los nombres de las calles de la zona recuerdan el influjo de los refugiados hugonotes franceses a inicios del siglo XVII. 
Hasta 1889, la actual zona de Wandsworth formó parte del condado de Surrey. En se formó el distrito metropolitano de Wandsworth con las parroquias de Battersea (excluyendo Penge), Clapham, Putney, Streatham, Tooting Graveney y Wandsworth. Battersea fue separada del distrito en 1888. En 1900 el resto del distrito se convirtió en el municipio metropolitano de Wandsworth y Battersea en el municipio metropolitano de Battersea. El municipio londinense de Wandsworth se formó en 1965 con el territorio de los anteriores municipios metropolitanos de Battersea y Wandsworth, pero excluyendo Clapham y la mayor parte de Streatham, que fueron transferidos al municipio de Lambeth.

## Geografía
El municipio limita con Lambeth al este, Merton y Kingston upon Thames al sur, Richmond upon Thames al oeste y al norte (al otro lado del río Támesis) con tres municipios, los de Hammersmith y Fulham, Kensington y Chelsea y la Ciudad de Westminster.

## Localidades
- Balham
- Battersea
- Earlsfield
- Furzedown
- Nine Elms
- Putney
- Putney Heath
- Putney Vale
- Roehampton
- Southfields
- Streatham Park
- Tooting
- Tooting Bec/Upper Tooting
- Wandsworth
- West Hill

## Personajes Ilustres
Yootha Joyce, Wandsworth, Londres, (20 de agosto de 1927 - 24 de agosto de 1980), fue una actriz británica de televisión que se dio a conocer principalmente por interpretar a Mildred Roper en las afamadas series de los años 70 (Un hombre en casa y Los Roper), creadas por la Thames Television.